# Anatoli Timofejewitsch Swerew
Anatoli Timofejewitsch Swerew (russisch Анатолий Тимофеевич Зверев, wiss. Transliteration Anatolij Timofejewitsch Zverev; * 3. November 1931 in Moskau; † 9. Dezember 1986 in Moskau) war ein russischer Maler und bedeutender Vertreter der „Zweiten Russischen Avantgarde“.

## Leben und Werk
Swerew wurde am 3. November 1931 in Moskau geboren und begann früh mit der Malerei. Für ein Bild mit dem Titel „Straßenverkehr“ erhielt er bereits im Alter von fünf Jahren einen Preis des Wahllokals im Stadtbezirk. In den Jahren 1948 bis 1950 besuchte Swerew eine Kunstgewerbeschule in Moskau. 1954 wurde er nach nur wenigen Monaten aus der Moskauer Kunstschule „Zum Gedenken an 1905“ (russisch Памяти 1905 года) wegen seines selbstbewussten eigensinnigen Auftretens entlassen. Aus seiner Bekanntschaft mit den Malern Oskar Rabin, Vladimir Nemuchin, Dmitrij Plawinskij und Wasilij Sitnikow entstand die Bewegung „Russische Nonkonformisten“.
Nach Karl Eimermacher zeigen seine frühe Zeichnungen bereits die absolute Beherrschung der Feder, des Bleistifts oder des Pinsels. Pablo Picasso bezeichnete Swerew bei seinem Besuch in Moskau 1956 – anlässlich einer von Ilja Ehrenburg organisierten Ausstellung im Moskauer Puschkin-Museum –  als „einen der größten russischen Zeichner“.
1957, bei den Weltjugendfestspielen in Moskau, wurde Swerew für ein spontan gemaltes, monumentales Porträt durch die Jury unter Vorsitz von David Alfaro Siqueiros mit dem ersten Preis ausgezeichnet.
In den Jahren 1959 bis 1962 konnten Swerews Werke in Russland nur in Privaträumen besichtigt werden. Von 1960 bis 1965 brachte der Dirigent Igor Markevich Bilder von Swerev in den Westen und organisierte mit der Galerie Motte die ersten Einzelausstellungen mit Gouachen, Ölbildern und Aquarellen in Paris und Genf. Nach Igor Markewitsch geriet Jean Cocteau vor einer Serie von Pferden in schwarzer Tusche über diesen chinesischen Daumier in Entzücken.
1959 lernte Swerew den bedeutenden Sammler George Costakis kennen, der ihn materiell unterstützte und mehrere seiner Arbeiten erwarb. Nach Vladislav Shumskij hat der  entscheidend zum Bekanntheitsgrad des Künstlers beigetragen. Nach George Costakis zollten sowohl Alfred Barr als Gründungsdirektor des Museum of Modern Art New York, als auch René d’Harnoncourt als sein Nachfolger, den Werken Swerews höchstes Lob und bezeichneten ihn als der Gruppe der Maler der Nach-Stalin-Ära weit heraus.

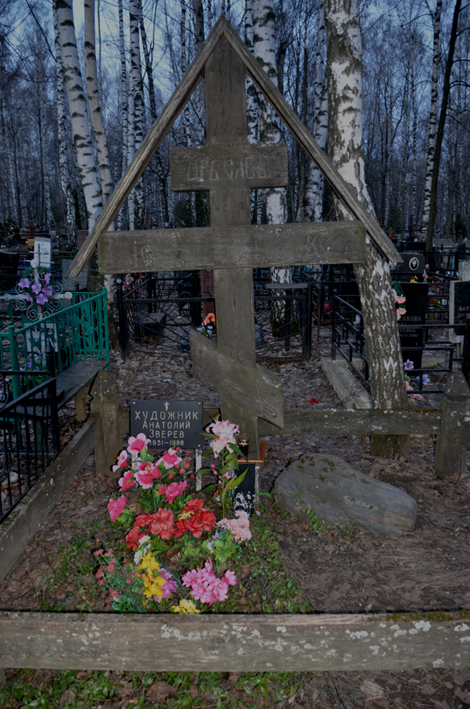
Swerews Grab

1975 trat Swerew dem Vereinigten Moskauer Komitee der Grafik-Künstler bei, welches ihn ab dieser Zeit ideell und finanziell unterstützte. 1985 veranstaltete dieses Komitee die einzige Einzelausstellung seiner Werke zu seinen Lebzeiten in der UdSSR.
Nach Galina Manevitch hatte er wenige Monate vor seinem Tod eine Autobiographie in einer eigenen Kalligraphie mit der Widmung „Dir, Tibet“ geschrieben.
Swerew führte ein Clochard-Leben, war dem Alkohol nicht abgeneigt und zahlte nicht selten für die Unterkunft mit seinen Werken. Er starb am 9. Dezember 1986 in seiner Wohnung in Moskau, wo er nur wenige Arbeiten hinterließ. Seine Werke wurden für mehrere Monate im Haus der Kunst in Moskau ausgestellt, wobei die meisten (Schätzungen gehen von 30.000 Werken aus) im Umlauf sind, versehen mit seinen Initialen russisch А.З. und der Jahreszahl der Entstehung.

## Ausstellungen (Auswahl)
- 1965 Anatolij Zverev – Peintures, Gouaches, Aquarelles in der Galerie Motte, Paris und Genf
- 1986 Anatoly Zverev, Galerie Kuros, New York (organisiert von George Costakis)
- 1994 Anatolij Timofejewitsch Zverev Galerie Bayer, Bietigheim-Bissingen und Puschkin-Museum, Moskau

Eine komplette Übersicht der Ausstellungen seiner Werke ist auf einer Website verfügbar.

## Werke (Auswahl)
- Selbstporträt[8]
- Napoleon im Rückzug[9]
- Hahn[10]